# Броненосни крайцери тип „Леон Гамбета“
Леон Гамбета (на френски: Leon Gambetta) са тип броненосни крайцери на ВМС на Франция от края на XIX век. Те са развитие на крайцерите „Глуар“. Построени са 3 единици: „Леон Гамбета“ (на френски: Leon Gambetta), „Жул Фери“ (на френски: Jule Ferry) и „Виктор Юго“ (на френски: Victor Hugo). Последващо развитие на тези крайцери е „Жул Мишле“.

## История на проекта
В края на XIX век едно от основните предимства на Франция в противостоянието ѝ в морето с Великобритания е френският флот от броненосни крайцери. Създадени за океанско рейдерстване, френските крайцери имат мощна бронева защита и добра мореходност при олекотено въоръжение, състоящо се основно от скорострелни оръдия.
Обаче в началото на XX век ситуацията се променя. Главният „сухопътен враг“ на Франция получава флот и търговски, и военноморски. Вече стават необходими унищожители на вражеските рейдери. Новите германски крайцери от типа „Принц Адалберт“ по артилерийска мощ превъзхождат типа „Глуар“ и новите немските „градове“ са по-бързи от „Дюпле“. Новите крайцери трябва да бъдат по-силни от панцирника и по-бързи малкия крайцер, за това са необходими бързи крайцери с усилено въоръжение, за това проектната водоизместимост на новите крайцери е увеличено до 12 600 тона. Унижението на французите по време на инцидента във Фашоде през 1898 г., когато британците ги принуждават да се оттеглят от Судан и заплахата от война с англичаните за плавателната част на река Нигер, карат французите да осъзнаят, че те съвършено не са готови за това. Новата стратегия получава названието „флот за бедните“(на френски: marine de pauvre) и залага на броненосните крайцери. При това състезанието с Британия не се отменя – по своите характеристики крайцерите трябва да са съпоставими с 14 300-тонните дрейкове. Новите броненосни крайцери трябва да са пригодни към действия, както самостоятелно, така и в състава на ескадра, при това те не само трябва да рушат вражеската търговия, но и да защитават своята. Т.е. са необходими не слабо въоръжени рейдери, а кораби с достатъчно мощно въоръжение. За съвместните действия е въведено изискването новите кораби да се строят в серии по три. При това общият брой на броненосните крайцери е планирано да се доведе до 24.
Осъществяването на тази идея е поръчано на Емил Бертен. Той усилва въоръжението, преминавайки от еднооръдейни кули към двуоръдейни. Самите кули са от подобрен тип в сравнение с поставените на „Клебере“.
Вече в хода на строителството на тези кораби, на 8 април 1904 г., е подписано англо-френското съглашение, което слага край на половинвековното съперничество.

## Представители на проекта
| Име            | заложен на  | спуснат на вода | влязъл в строй   | история на службата |
| -------------- | ----------- | --------------- | ---------------- | --- |
| „Леон Гамбета“ | януари 1901 | 26 ноември 1901 | 1905 г.          | потопен на 27 април 1915 г. от австро-унгарската подводница „U-5“, потъва в рамките на 10 минути, загиват 684 души вкл. капитана. Спасени – 137 души. |
| „Виктор Юго“   | август 1901 | 23 август 1903  | октомври 1905 г. | отписан от флота и предаден за скрап 1930 г. |
| „Жул Фери“     | март 1903   | 30 март 1904    | 1907 г.          | отписан от флота и предаден за скрап 1928 г. |

## Конструкция
Проектната им водоизместимост е 12 351 тона, тяхната фактическа нормална водоизместимост съставлява от 11 959 до 13 108 тона. Тяхната дължина съставлява 146,5 метра, ширината – 21,4 метра, и газенето е 8,05 – 8,41 метра. По размери те превъзхождат броненосните крайцери от предходните серии. Третият кораб („Виктор Юго“) е малко по-дълъг – 149,07 метра и има проектна водоизместимост от 12 550 тона.
Корабите от тази серия имат дълъг полубак, продължаващ от форщевена до кърмовата кула на главния калибър. За подобряване на мореходността, корпусът има плавен подем към форщевена. Форщевенът е без таран. В носовата част на корпуса е разположена правоъгълната надстройка, служеща за основа на мостика и масивната бойна мачта със закрити марсове. На кърмата има лека сигнална мачта, и окачена прожекторна платформа.
На крайцерите от типа „Леон Гамбета“ има по четири комина, разположени в две групи по два. Както и при предшестващите кораби, те са снабдени с множество стърчащи въздухозаборници на вентилатори.

### Въоръжение
На тези френски броненосни крайцери артилерията е разположена в двуоръдейни кули. Въоръжението на крайцерите от типа „Леон Гамбета“ е значително усилено, за да съответства на техните нови противници – германските броненосни крайцери. Техният главен калибър е представен от четири 194-милиметрови 40-калибрени оръдия образец 1896 година, поставени по две в носова и кърмова двуоръдейни кули. Носовата кула е разположена на баковата палуба, и може да води огън при всяко време; кърмовата кула е поставена по-ниско, на горната палуба, но благодарение на високия коничен барбет, кулата само незначително е заливана от водата. Куполните установки на крайцерите имат необичайна форма; барбетите им са конични, насочени с широката си страна нагоре. Това подобрява защитата на барбетите, тъй като неприятелските снаряди ги ударят под много неизгоден за пробиване ъгъл.
Тежките оръдия стрелят с 90-килограмови бронебойни и 89-кг полубронебойни снаряди с начална скорост от 840 м/с. На всяко оръдие се падат по 100 снаряда, скорострелността им е около два изстрела в минута. С далечина на стрелбата около 12 600 метра при максималния ъгъл на възвишение от +15 градуса.
Това мощно въоръжение се допълва от батарея от шестнадесет 164,7-мм 45-калибрени скорострелни оръдия образец 1896 година. Двенадесет оръдия са разположени по две в шест двуоръдейни кули, по три на всеки борд на баковата палуба на крайцерите. При това централните кули върху спонсони, което им позволява да водят и ретираден, и огън в преследване. Още четири 164-мм оръдия са поставени в каземати; два носови на горната, и два кърмови на главната палуба.
Противоминното въоръжение се състои от двадесет и четири 47-мм оръдия Хочкис, разположени в небронирани каземати на горната палуба и на покривите на надстройките. Също така има и две автоматични 37-мм оръдия М́аксим. Това въоръжение вече се счита като недостатъчно за борбата с големите миноносци, появяващи се в началото на 1900-те, но за действащ в океана броненосен крайцер вероятността да срещне миноносец е сравнително малка. По-скоро по навик, отколкото поради някаква прагматична цел, крайцерите носят по два 450-мм подводни траверсни торпедни апарата, разположени в центъра на корпуса, и пускащи торпедата перпендикулярно на курса на кораба.

### Бронева защита
Броневата защита на крайцерите е щателно премислена изходя от новите условия във воденето на война по море. Традиционният за французите пояс по водолинията защитава борда от щевен до щевен; той е направен от круповска цементирана стомана, която т по-здрава, отколкото бронята Харви. Височината на пояса се равнява на 3,5 метра, от които 1 метър се намира под водолинията. Дебелината на пояса в централната част достига 150 милиметра; към горния ръб той изтънява до 120 милиметра, намалявайки до 90 милиметра към носа и 80 милиметра на кърмата.
Както и другите френски броненосни крайцери, корабите от типа „Леон Гамбета“ имат две бронирани палуби, разделени от слой неголеми херметични отсеци, предназначени за локализация на повредите. Долната бронева палуба има дебелина от 43 милиметра; тя има скосове по краищата, съединяващи се с долния ръб на броневия пояс. Горната бронева палуба има дебелина 33 милиметра, състои се от три 11 мм слоя корабостроителна стомана, тя е плоска и се опира на горните краища на броневия пояс.
Кулите на главния калибър са защитени от 200-милиметрова броня, техните барбети са защитени от 180-милиметрови плочи, покривите имат 50 мм дебелина. Кулите на спомагателния калибър са защитени от 165-милиметрови и 130-милиметрови плочи; техните барбети са защитени от 103 милиметрови плочи. Казематите на оръдията на спомагателния калибър се защитават от 140-милиметрова броня.

### Силова установка
Крайцерите от типа „Леон Гамбета“ са тривални. Тяхната силовата им установка се състои от три вертикални парни машини с тройно разширение, с проектна мощност от 27 500 к.с. и проектна скорост 22,5 възела. Всички три крайцера имат различна котелна група; „Леон Гамбета“ носи двадесет и осем котела „Никлос“, „Виктор Юго“ двадесет и осем котела „Белвил“, и „Жул Фери“ двадесет котела „Дю Темпл“. На изпитанията те развиват мощност 28 344 – 29 029 к.с. – скоростта на корабите на мерната миля съставя 22,3 – 23 възела. Далечината на плаване на ход от 10 възела е 7500 морски мили (13 900 км). Запасът гориво е 2065 тона въглища.

## История на службата
По време на война крайцерите ттрябва да прикриват транспортните превози в Средиземно море. Те и с това се занимават: съпровождат конвои и доставят товари.

## Оценка на проекта
Били добре защитени и мореходни кораби. Към момента на построяването им са едни от най-добрите крайцери, приети на въоръжение. Тяхното въоръжение, сравнено с предшествениците им, е двойно. Благодарение на използването двуоръдейни кули, те носят двойно по-голямо въоръжение от по-ранните крайцери – ако бордовият залп на „Жана д’Арк“ е 417 kg при водоизместимост от 11 270 t, то при „Леон Гамбета“ той вече е 760 kg при 12 260 t. Крайцерите получават двуоръдейни кули за средния калибър, новото техническо решение поражда проблеми. С течение на времето възникналите проблеми са решени, но това отнема една година, въпреки това те стават първите крайцери с двуоръдени кули за средния калибър, оръдията на които нито по точност, нито по скорострелност не отстъпват на еднооръдейните.
|                                                | „Девъншир“ · Великобритания                                   | „Глуар“ · Франция                                     | „Сейнт Луис“ САЩ               | „Кент“ · Великобритания                      | „Йорк“ Германска империя                        | „Изумо“ · Япония                                  | „Баян“ Руска империя                         | „Леон Гамбета“ · Франция                        |
| ---------------------------------------------- | ------------------------------------------------------------- | ----------------------------------------------------- | ------------------------------ | -------------------------------------------- | ----------------------------------------------- | ------------------------------------------------- | -------------------------------------------- | ----------------------------------------------- |
| Заложен                                        | 1903                                                          | 1899                                                  | 1902                           | 1900                                         | 1903                                            | 1898                                              | 1900                                         | 1901                                            |
| Встъпил в строй                                | 1905                                                          | 1903                                                  | 1905                           | 1903                                         | 1905                                            | 1900                                              | 1903                                         | 1905                                            |
| Водоизместимост нормална, t                    | 11 732                                                        | 9856                                                  | 9855                           | 9957                                         | 9533                                            | 9906                                              | 7326                                         | 11 959                                          |
| Пълна, t                                       | 13 053                                                        | ?                                                     | 11 024                         | 11 176                                       | 10 266                                          | 10 305?                                           | 8238                                         | 13 108                                          |
| Мощност, к.с.                                  | 21 000                                                        | 21 800                                                | 21 000                         | 22 000                                       | 19 000                                          | 14 500                                            | 16 500                                       | 28 500                                          |
| Максимална скорост, възела                     | 22                                                            | 21,5                                                  | 22                             | 23                                           | 21                                              | 20,75                                             | 20,9                                         | 22,5                                            |
| Далечина на плаване, морски мили (при, възела) | ? (10)                                                        | 6500(10)                                              | 6000 (10)                      | 6500 (10)                                    | 4200 (12)                                       | 4900 (10)                                         | 3900 (10)                                    | 6500(10)                                        |
| Брониране, mm                                  |                                                               |                                                       |                                |                                              |                                                 |                                                   |                                              |                                                 |
| Тип                                            | Круп                                                          | Харви                                                 | Круп, Харви                    | Круп                                         | Круп                                            | Круп                                              | Харви                                        | Круп                                            |
| Пояс                                           | 152                                                           | 150                                                   | 102                            | 102                                          | 100                                             | 178                                               | 200                                          | 150                                             |
| Палуба (скосове)                               | 25(51)                                                        | 55(45)                                                | 25(76)                         | 19 – 51                                      | 60                                              | 63(63)                                            | 60                                           | 55 – 60(65)                                     |
| Кули                                           | 127                                                           | 170                                                   | –                              | 127                                          | 150                                             | 152                                               | 150                                          | 170                                             |
| Барбети                                        | 152                                                           | 140                                                   | –                              | 127                                          | 150                                             | 152                                               | 150                                          | 140                                             |
| Рубка                                          | 305                                                           | 150                                                   | 127                            | 254                                          | 150                                             | 356                                               | 160                                          | 150                                             |
| Въоръжение                                     | 4×1×190 mm/50 6×1×152 mm/45 2×1×76,2 mm/40 18×1×47 mm/43 2 ТА | 2×194 mm/40 8×1×164 mm/45 6×100 mm 18×1×47 mm/43 2 ТА | 14×1×152 mm/50 18×1×76,2 mm/50 | 14(2×2,10×1)× 152 mm/45 10×1×76,2 mm/40 2 ТА | 2×2×210 mm/40 10×1×150 mm/40 14×1×88 mm/30 4 ТА | 2×2×203 mm/40 14×1×152 mm/40 12×1×76,2 mm/40 5 ТА | 2×203 mm/40 8×1×152 mm/45 20×1×75 mm/50 2 ТА | 2×2×194 mm/40 16×1×164 mm/45 22×1×47 mm/43 4 ТА |

## Интересни факти
- Последният капитан на крайцера „Леон Гамбета“, загива заедно с кораба си, потопен от Австро-Унгарската подводница „U-5“, през април 1915,[16] е контраадмирал Виктор Сене. Преди сражението при Чемулпо той, като командир на френския стационар (болничен кораб) „Паскал“, става близък приятел на капитан 1-ви ранг Всеволод Фьодорович Руднев, командир на руския крайцер „Варяг“.[17]

## Коментари
1. ↑  Всичките характеристики са приведени според Ненахов Ю. Ю., Энциклопедия крейсеров 1860 – 1910 С. 331.
2. ↑  Броненосен крайцер
3. ↑  С новите тежки снаряди 427 против 778 кг.
4. ↑  За британските и американски кораби в източниците водоизместимостта се дава в дълги тона, всички данни са преизчислени в нормални тонове